# بلبل‌کوه
بلبل کوه، روستایی است از توابع بخش مرزن‌آباد شهرستان چالوس در استان مازندران ایران.

## جمعیت
این روستا در دهستان بیرون‌بشم قرار دارد و براساس سرشماری مرکز آمار ایران در سال ۱۳۸۵، جمعیت آن زیر سه خانوار بوده‌است. مردم بلبل کوه از قومیت طبری هستند. مردم بلبل کوه به زبان طبری با گویش چالوسی سخن می‌گویند.